# Llawhaden Castle
Llawhaden Castle (walisisk: Castell Llanhuadain) er ruinen af en middelalderborg i Llawhaden, Pembrokeshire, Wales, omkring 16 km øst for Haverfordwest. Man mener, at der tidligere lå en motte-and-bailey-fæstning på stedet, og den nuværende bygningsruin blev opført af biskopperne af stiftet St David i 1200-tallet. Borgen blev forladt i 1500-tallet, og en del af murværket blev nedbrudt for at blive brugt i andre byggerier i nærområdet.
Stedet er i dag privatejet af Lord of the Manor of Llawhaden og drives Cadw.